# Педра, Гильермо
Гилье́рмо Пе́дра (исп. Guillermo Pedra; род. 1934) — уругвайский футболист, нападающий. Наиболее известен благодаря выступлениям за «Ливерпуль» из Монтевидео в 1950-е годы, но самых значимых достижений добился в 1960 году, выступая за «Пеньяроль», с которым выиграл первый розыгрыш Кубка Либертадорес и титул чемпиона Уругвая. Также выступал за колумбийскую «Кукуту Депортиво» и эквадорский «Депортиво Кито».

## Биография
Гильермо Педра был одним из лидеров «Ливерпуля» (Монтевидео) в 1950-е годы. В этот период Педра вместе с Луисом Нельсоном Камперо, Омаром Абреу, Тидео Лопесом Пиньейро и Карлосом Чавесом формировал одну из лучших линий атаки чемпионата страны.
Среди болельщиков команды существовала примета: «В день, когда забивает Гильермо Педра, „Ливерпуль“ не проигрывает» (El día que Guillermo Pedra hace un gol, Liverpool no pierde). Однако другие линии существенно уступали, и команда была середняком первенства, а в чемпионате 1959 года и вовсе боролась за выживание. 25 октября Педра стал автором единственного и победного гола в ворота «Насьоналя» — это была первая победа «Ливерпуля» над «трёхцветными» на домашнем стадионе «Бельведере».
По итогам сезона «Пеньяроль» и «Насьональ» набрали по 26 очков и чемпион должен был определиться в дополнительном матче. К тому моменту было принято решение провести первый розыгрыш Кубка Либертадорес, и победитель этого матча, соответственно, получал путёвку в турнир. Решающая игра состоялась 20 марта уже 1960 года, и перед ней развернулась ожесточённая полемика — «Насьональ» считал, что «Пеньяроль» должен был играть тем же составом, который был в регулярном первенстве. Дискуссия проходила по поводу двух иностранных игроков — аргентинца Карлоса Линассы и эквадорца Альберто Спенсера. Бывшая «десятка» «Ливерпуля» в «золотом матче» участия принять не мог, в отличие от двух новичков «карбонерос», не игравших в ходе чемпионата за другие команды. Линасса установил с пенальти окончательный счёт матча — 2:0 в пользу «Пеньяроля».
В первом розыгрыше Кубка Либертадорес Гильермо Педра провёл одну игру — ответный матч с боливийским «Хорхе Вильстерманном» в 1/4 финала. Матч прошёл в Ла-Пасе на «Эрнандо Силесе», поскольку домашняя арена «Вильстерманна» в Кочабамбе не соответствовала требованиям КОНМЕБОЛ. Педра вышел в стартовом составе и провёл весь матч, завершившийся со счётом 1:1. В первой игре «ауринегрос» разгромили своего соперника со счётом 7:1. Больше Гильермо в турнире не играл, но вместе с командой стал победителем Кубка Либертадорес.
В «Пеньяроле» Педра провёл только один сезон, и после победы в чемпионате покинул команду. В первой половине 1960-х играл в Колумбии за «Кукуту Депортиво».
В 1965—1966 годах выступал за «Депортиво Кито», который стал чемпионом Эквадора в 1964 году и выступил в розыгрыше Кубка Либертадорес 1965, но по финансовым причинам не смог заявиться для участия в чемпионате страны. Поэтому Педра вместе с ещё несколькими новичками был призван вернуть команде место в элите. Это удалось сделать в 1967 году, когда Педра уже покинул «Депортиво».
В 1967 году Педра выступал за команду «Политекнико» (Кито) в чемпионатах Эквадора и провинции Пичинча.
В возрасте 18 лет в 1954 году Гильермо Педра играл за вторую сборную Уругвая.

## Титулы и достижения
- Чемпион Уругвая (1): 1960
- Вице-чемпион Колумбии (1): 1964
- Обладатель Кубка Либертадорес (1): 1960